# برج الطهر
برج الطهر بلدية تابعة إقليميا إلى دائرة الشقفة ولاية جيجل.
تقع بلدية برج الطهر شرق ولاية جيجل وهي عبارة عن منطقة جبلية على ارتفاع 820 م عن سطح البحر.
يحدها:
من الشمال : بلدية سيدي عبد العزيز
و من الشمال الشرقي: بلدية الجمعة بني حبيبي
و من الشمال الغربي: بلدية القنار نشفي
و من الشرق : بلدية العنصر
و من الجنوب الشرقي: بلدية بوراوي بلهادف
و من الغرب: بلدية الشقفة
و من الجنوب: بلدية بوسيف أولاد عسكر.

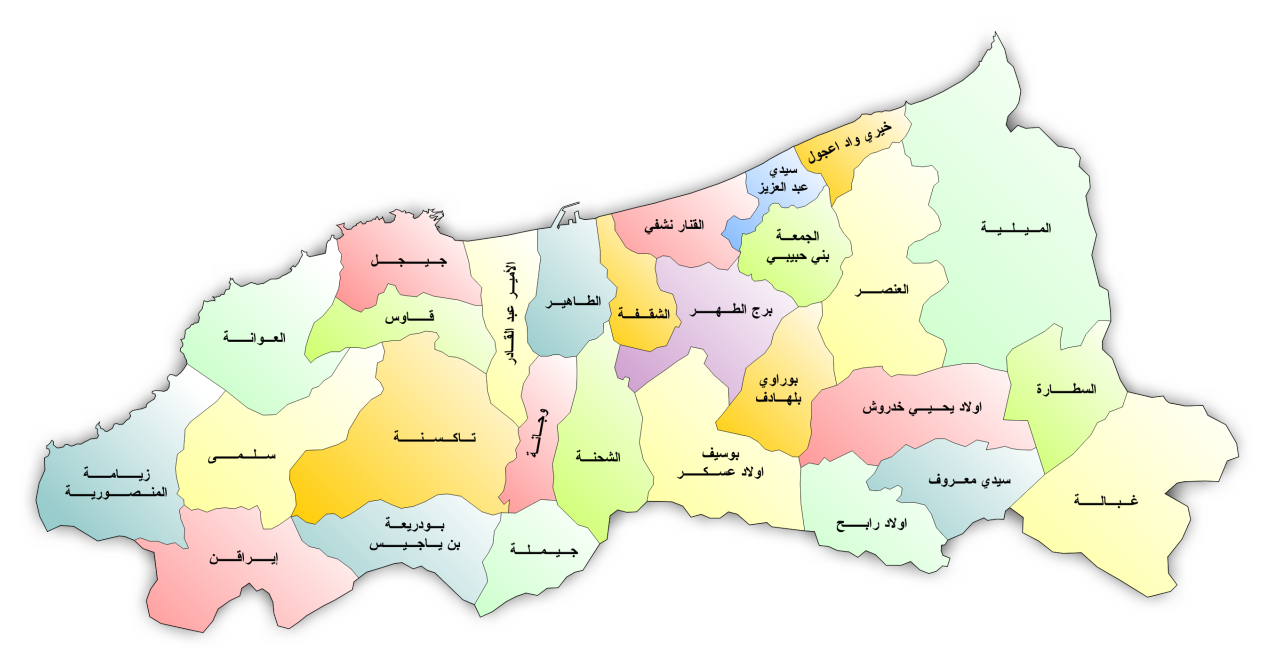
بلديات ولاية جيجل

المناخ تتميز هده المنطقة بمناخ البحرالابيض المتوسط الحار الجاف صيفا العتدل الممطر شتاء يصل معدل المطارالى 1000